# علم الكواكب النظري

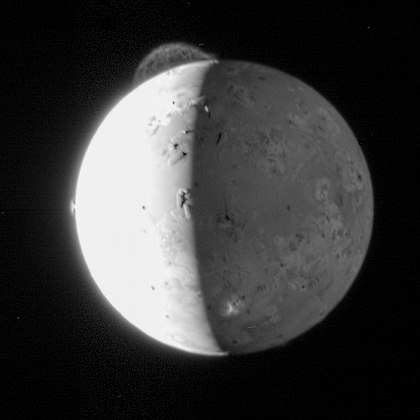
تسلسل صور لمناطق جديدة تظهر المواد المقذوفة من بركان لو على مسافة 330كم فوق سطحه.أكد إكتشاف البراكين على لو في عام1979 من قبل المركبة الفضائية فوياجر صحة النبؤ السابق و يعد من أبرز النجاحات في مجال علم الكواكب النظري.

.[علم الكواكب النظري] أو ما يعرف أيضا باسم علم الفلك الكوكبي، هو أحد فروع علوم الكواكب الذي طور في القرن العشرين

## طبيعة العمل

رسم بياني يوضح المجال المغناطيسي لكوكب الأرض:
يقوم علماء الكواكب بدراسة جوانب متعدده من الكواكب، على سبيل المثال كيف تتولد المجالات المغناطيسية على أنويتها.

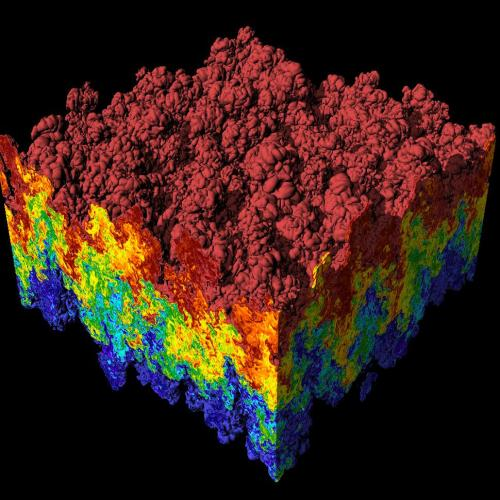
تصور علمي لمحاكاة كبيرة للغاية لزعزعة رالي تيلور بسبب إثنين من سوائل الخلط.يستخدم علم الكواكب النظري الرسومات الحاسوبية، و التصور العلمي، بالإضافة إلى ديناميكيات السوائل بشكل كبير جدا.

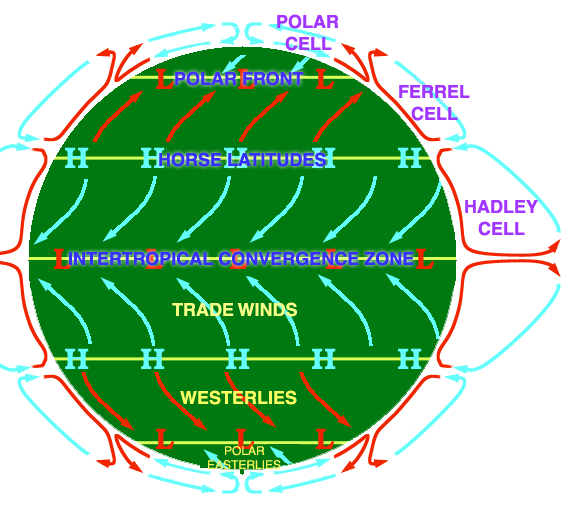
يدرس علماء الكواكب دورة الغلاف الجوي على الكواكب.

يستخدم علماء الكواكب، ويطلق عليهم أيضا اسم علماء الفلك الكوكبي، تقنيات نمذجة لتطوير مفهوم يتعلق بالبنية الداخلية للكواكب عن طريق وضع فرضيات تتعلق يتركيبها الكيميائي والحالة الفيزيائية، لموادها، ثم يقومون بحساب التوزيع الشعاعي للخصائص المختلفة للمادة مثل درجة الحرارة والضغط ومعدل الكثافة عبر الأجزاء الداخلية للكوكب
و يستخدم علماء الكواكب أيضا نماذج رقمية لفهم كيفية نشئة كواكب المجموعة الشمسية وتطورها في المستقبل. بالإضافة إلى التحول الحراري وتكتونياتها، وكيف تكونت حقولها المغناطيسة في الأجزاء الداخلية للكوكب وكيفية حدوث عمليات الحمل الحراري في النوى وكتيات الكواكب الأرضية. وكيفية انتقال الغبار والجليد على سطح بعض الكواكب، كالمريخ على سبيل المثال. وكيف تحدث دورة الغلاف الجوي على الكواكب.
وقد يستخدم علماء الكواكب أيضا التجاربا المخبرية لغرض تفسير ظواهر مختلفة مماثلة للعمليات التي تحدث في الكواكب مثل عملية الحمل الفيزيائية في دورة الموائع.
إن علماء الكواكب يستخدمون الفيزياء الأساسية إستخداما واسعا، خاصتا الديناميكيات السائلة وفيزياء المواد المكثفة. ويتضمن الكثير من أعمالهم تفسيرا للبيانات التي تعيدها بعثات إستكشاف الفضاء على الرغم من أنه نادرا ما يشاركوا فيها بنشاط.

## متطلبات تعليمية
عادة ما يترتب على علماء الكواكب الحصول على درجة تعليم عالي في الفيزياء ودرجة الدكتوراه في مجال الفيزياء النظريةا.

## البيانات العلمية المصورة
إن علم الكواكب النظري يرتبط برسومات الحاسوب حبث تستخدم الرسوم المتحركة التصورية العلمية فيه. ومن الأمثلة على ذلك فيلم الأربع دقائق «أصل القمر»

## أبرز النجاحات
يعتبر التنبؤ والتثبيت الاحق للبراكين على لو، أحد النجاحات الرئيسية في علم الكواكب، الذي قام به ستانتون جاي بيل حيث أجرى بحثا علميا يدعي فيه أنه لا بد من اعتبار لو منطقة نشطة بركانيا.
وقد تم نشر البحث بعد أن وصل المسبار الفضائي فوياجر 1 كوكب المريخ.
لاقت نظريته تأييدا وتم تأكيدها بعد أن صور مسبار فوياجر 1 لو عام 1979.
و أوضحت صور لاحقة التقطت من تلسكوب هابل الفضائي وأخرى التقطت من الأرض أيضا براكينَ على سطح لو. وأجريت دراسات مكثفة حولها وتم تصويرها بواسطة مسبار جاليليو للمشتري من 1995 إلى 2013

## الإنتقادات
دي سي توزر من جامعة نيوكاسل أبون تاين، في عام 1974عبر عن رأيه حول علم الكواكب قائلا: «يمكن، بل وسيقال، أن علم الكواكب النظري هو مضيعة للوقت» حتى يتم حل المشكلات المتعلقة بـ «أخذ العينات والمقايس». وعلى الرغم من ذلك فإن هذه المشاكل لا يمكن حلها ببساطة عن طريق جمع المزيد من البيانات المختبرية.

## الباحثون
أبرز الباحثون الذين يعملون في علم الكواكب النطري:
- ديفد جاي ستيفنسون.
- جوناثان لوناين (أستاذ في جامعة أريزونا في علم الكواكب النظري والفيزياء، وعالم بعثة كاسيني المتخصصة في تيتان)

## مواضيع ذات صلة
كائن كوكبي افتراضي
الفلك
علوم الفضاء
علوم الأرض
جيولوجيا

## وصلات خارجية
http://www.macobserver.com/article/2004/01/29.8.shtml نسخة محفوظة 13 فبراير 2019 على موقع واي باك مشين.